# 劉係宗
劉係宗（419年—495年），丹阳郡人，南朝宋至南朝齐官员、画家。
他年轻时擅长书画，曾任南朝宋竟陵王刘诞之子刘景粹的侍书。大明三年（459年），刘诞发动叛乱失败身亡，广陵城内的人都因连坐被处死，而宋孝武帝命令沈庆之保全劉係宗的性命。此后，劉係宗担任东宫侍书。泰始年间，他出任主书，历任低位官职后逐渐晋升至高位。元徽初年，任奉朝请，兼中书通事舍人、员外郎，被封为始兴南亭侯，兼任秣陵县令。元徽五年（477年），萧道成废黜宋后废帝。次日清晨，萧道成召见正直舍人虞整，因虞整醉酒无法起身，劉係宗便代替虞整前往萧道成处。萧道成命他撰写政变后的处置敕令和发送给各地的文书，劉係宗让 十名主书和二十名书吏分担工作，写好的文书完全符合萧道成的心意。随后，劉係宗被任命为羽林监，后转任步兵校尉，加龙骧将军，出任海盐县令。建元元年（479年），齐高帝萧道成即位后，劉係宗仍以龙骧将军身份担任建康县令。永明元年（483年），他以建康县令身份加授宁朔将军，不久后任右军将军、淮陵郡太守，兼任中书通事舍人。因母亲去世，他自行请求解职守丧，服丧期满后官复原职。永明四年（486年），白贼唐㝢之发动叛乱，宿卫士兵前往东方讨伐，劉係宗奉命随军安抚民心。对于参与叛乱的郡县中那些被迫裹挟的人，他均未追究罪责，让他们返回乡里。齐武帝想修筑白下城，又顾虑征发民夫会引发民怨。劉係宗提议让参与唐㝢之叛乱的人承担劳役，武帝采纳了这一建议。后来武帝到白下城阅兵时，曾说：“劉係宗为国家建成了这座城。”永明年间，北魏使者带回的答谢文书都由劉係宗负责，因此秘书局也受他指挥。劉係宗曾两次担任少府，后任游击将军、鲁郡太守。永明十一年（493年），萧昭业即位后，劉係宗被任命为宁朔将军、宣城郡太守。建武二年（495年），劉係宗在任上去世，享年七十七岁。